# Озеров, Лев Адольфович
Лев Адо́льфович О́зеров (настоящее имя — Лев Айзикович Гольдберг, литературные псевдонимы — Лев Берг, Л. Корнев; 1914—1996) — русский советский поэт и переводчик, критик, литературовед. Заслуженный деятель искусств Литовской ССР (1980).

## Биография
Родился 10 (23 августа) 1914 года в Киеве в семье фармацевта Адольфа (Айзика) Григорьевича и Софьи Григорьевны Гольдберг. Жил сначала на Златоустовской улице, а затем на Тарасовской. Учился в школе № 25. В 1934 переехал в Москву. Закончил МИФЛИ (1939) и его аспирантуру (1941), защитил кандидатскую диссертацию.
Во время Великой Отечественной войны сотрудник военной газеты «Победа за нами». С 1943 года до последних дней жизни преподавал в Литературном институте, профессор (с 1979 года) кафедры художественного перевода, доктор филологических наук.
Первая публикация стихов в 1932 году, первая книга издана в 1940 году. Выпустил более 20 прижизненных сборников. Опубликовал множество стихотворных переводов, главным образом с украинского (Т. Г. Шевченко и другие), литовского (К. Борута, А. Т. Венцлова, Э. Межелайтис и другие), идиша (С. З. Галкин и другие) и других языков народов СССР.
Автор ряда книг и статей о русской и украинской поэзии, в том числе о творчестве Ф. И. Тютчева, А. А. Фета, Б. Л. Пастернака, а также мемуарных очерков, в том числе об А. А. Ахматовой, Н. А. Заболоцком и других. Статья Озерова «Стихотворения Анны Ахматовой», опубликованная 23 июня 1959 года в «Литературной газете», представляет собой первый отзыв о её поэзии после долгих лет молчания. Лев Озеров также много сделал для сохранения творческого наследия и для публикации поэтов своего поколения, погибших на войне или в годы сталинских репрессий, или просто рано умерших (в том числе, И. Л. Сельвинского, А. С. Кочеткова, Д. Б. Кедрина, Г. Н. Оболдуева).
Заслуженный деятель культуры Литовской ССР (1980), лауреат премии журнала «Арион» (1994).
Скончался 18 марта 1996 года. Похоронен в Москве на Головинском кладбище (уч. 1).

## Переводы
Опубликовал переводы стихотворных произведений украинских (Т. Г. Шевченко, П. Тычина, М. Ф. Рыльский и другие), литовских (К. Борута, Бутку Юзе, А. Т. Венцлова, З. Геле, Йоварас, К. Корсакаса, Э. Межелайтис, В. Монтвила, В. Реймерис, Т. Ю. Тильвитиса и другие), еврейских (С. З. Галкин, Л. М. Квитко и другие) поэтов.
На литовский язык стихотворения Льва Озерова переводили А. Дрилинга, Э. Матузявичюс, Э. Межелайтис, В. Реймерис, Й. Стрелкунас, Й. Якштас.

## О поэзии Озерова
Поэзия Озерова — это попытка охватить бытие как целое через изображение отдельных, часто связанных с природой явлений. И. Сельвинский видит в нём «выдающегося рисовальщика» (1947), Г. Зобин — «поэта зрения» (1986). Наблюдения будто бы незначительных явлений становятся исходным пунктом, включаются в анализ смысловых основ жизни, а при этом творчество устремлено к добру, к приятию противоречия как необходимости, преодолеваемой юмором.

Поэтический голос Льва Озерова мне всегда нравился. Это был тихий голос хорошего человека.
— М. А. Светлов

Лев Озеров, пожалуй, относится к числу тех поэтов, что не плавят, а гравируют, чеканят слово, едва успевшее остыть от непосредственных эмоций. Стих Л. Озерова лаконичен, сдержан, стремится к контурной законченности. Как рисунок карандашом. Точность, выверенность слова, естественность интонации, свободное владение культурой повествовательного стиха — качества, помогающие Л. Озерову в эпических жанрах.
— В. Ф. Огнев

Многие поэтические высказывания Озерова вошли в наш речевой обиход, стали общим достоянием, превратились в поговорки.
— Я. А. Хелемский
Пародию на стихотворение Озерова
Что думал, как настроен был поэт,
Как он встречал закаты и рассветы,
Навряд ли объяснит нам табурет,
Или чернильница, или штиблеты.
написал Александр Иванов
Позвольте вам представиться: штиблет.
Хозяин мой во мне ходил по свету.
Мне табурет сказал, что он поэт,
Но вряд ли можно верить табурету.
           <…>
Л. Озеров — автор известных слов о Ленинграде: «Великий город с областной судьбой».

## Сочинения

### Книги стихов
- Приднепровье. — К., 1940.
- Ливень. — М., 1947.
- Признание в любви. — М., 1957.
- Светотень. — М.: «Советский писатель», 1961.
- Дороги новый поворот. — М.-Л., 1965.
- Лирика. 1931—1965. — М., 1966.
- Неземное тяготение. — М., 1969.
- Осетинская тетрадь. — Орджоникидзе, 1972.
- Вечерняя почта. — М., 1974.
- Избранные стихотворения. — М., 1974.
- Далёкая слышимость. — М., 1975.
- За кадром. — М., 1978.
- Думаю о тебе. — М., 1981.
- Золотая свирель. — Орджоникидзе, 1985.
- Земная ось. — М., 1986.
- Аварийный запас. — М., 1990.
- Бездна жизни. — М., 1996.
- Портреты без рам. — М., 1999.
- Dar ne vakaras. Lyrika. Versta iš rusų kalbos. — Vilnius: Vaga, 1975.

### Книги о стихах
- Павло Тычина. — К., 1943.
- Работа поэта. — М., 1963.
- Труд, страсть, вдохновение. — М., 1966.
- В мастерской стиха. — М., 1968.
- А. А. Фет. — М., 1970.
- Мастерство и волшебство. — М., 1972 (2-е изд. — М., 1976).
- Поэзия Тютчева. — М., 1975.
- Стих и стихи. — М., 1975.
- Биография стихотворения. — М., 1981.
- Необходимость прекрасного. — М., 1983.
- Двойной портрет (О советской школе поэтического перевода). — М., 1986.
- Начала и концы. — М., 1989.
- О Борисе Пастернаке. — М., 1990.
- Дверь в мастерскую. Борис Пастернак. Анна Ахматова. Николай Заболоцкий. — Париж-Москва-Нью-Йорк, 1996.
- Страна русской поэзии. Статьи разных лет. — М., 1996.